# Scurrula notothixoides
Scurrula notothixoides là một loài thực vật có hoa trong họ Loranthaceae. Loài này được (Hance) Danser miêu tả khoa học đầu tiên năm 1929.